# Thomas Boudat
Thomas Boudat (Langon, 24 de febrero de 1994) es un deportista francés que compitió en ciclismo en las modalidades de pista, especialista en las pruebas de puntuación y ómnium, y ruta.
Ganó dos medallas en el Campeonato Mundial de Ciclismo en Pista, oro en 2014 y plata en 2021, y cinco medallas en el Campeonato Europeo de Ciclismo en Pista entre los años 2013 y 2024.
Participó en los Juegos Olímpicos de Río de Janeiro 2016, ocupando el quinto lugar en la prueba de ómnium, y en los de París 2024. Tras estos últimos puso fin a su carrera.

## Medallero internacional
| Campeonato Mundial | Campeonato Mundial       | Campeonato Mundial | Campeonato Mundial      |
| Año                | Lugar                    | Medalla            | Competición             |
| ------------------ | ------------------------ | ------------------ | ----------------------- |
| 2014               | Cali (Colombia)          | Medalla de oro     | Ómnium                  |
| 2021               | Roubaix (Francia)        | Medalla de plata   | Persecución por equipos |
| Campeonato Europeo |                          |                    |                         |
| Año                | Lugar                    | Medalla            | Competición             |
| 2013               | Apeldoorn (Países Bajos) | Medalla de plata   | Puntuación              |
| 2021               | Grenchen (Suiza)         | Medalla de bronce  | Eliminación             |
| 2022               | Múnich (Alemania)        | Medalla de oro     | Persecución por equipos |
| 2022               | Múnich (Alemania)        | Medalla de plata   | Madison                 |
| 2024               | Apeldoorn (Países Bajos) | Medalla de plata   | Madison                 |

1. ↑  Compitió en la ronda de clasificación.

## Palmarés

### Pista
2013
- 2.º en el Campeonato Europeo Puntuación
- Campeonato de Francia Persecución por Equipos (con Romain Cardis, Julien Morice y Maxime Piveteau)
- Campeonato de Francia en Omnium
- Campeonato de Francia en puntuación
- 2.º en el Campeonato de Francia en scratch
- 3.º en el Campeonato de Francia en Persecución

2014
- Campeonato Mundial Omnium
- 2.º en el Campeonato de Francia en persecución
- 2.º en el Campeonato de Francia en madison (junto a Lucas Destang)
- Campeonato de Francia en scratch
- Campeonato de Francia en Omnium
- Campeonato de Francia Persecución por Equipos (con Lucas Destang, Julien Morice y Jean-Marie Gouret)

2015
- Campeonato de Francia Persecución por Equipos (con Bryan Coquard, Bryan Nauleau y Julien Morice)
- Campeonato de Francia en puntuación
- Campeonato de Francia en madison (con Bryan Coquard)

2016
- Campeonato de Francia en scratch
- Campeonato de Francia en puntuación
- 3.º en el Campeonato de Francia en madison

2017
- Campeonato de Francia en scratch
- Campeonato de Francia en madison (con Sylvain Chavanel)
- 3.º en el Campeonato de Francia en puntuación
- 3.º en el Campeonato de Francia en Omnium

2018
- Campeonato de Francia en scratch
- Campeonato de Francia en Omnium
- 2.º en el Campeonato de Francia en madison (junto a Sylvain Chavanel)
- 3.º en el Campeonato de Francia en Persecución por equipos

2018-2019
- Seis días de Róterdam (con Niki Terpstra)

### Ruta
2014 (como amateur)
- ZLM Tour

2015
- Clásica Córcega

2017
- Gran Premio Villa de Lillers
- 1 etapa de la Settimana Coppi e Bartali
- París-Chauny

2018
- 1 etapa de la Vuelta a Andalucía
- Cholet-Pays de la Loire

2019
- Circuito de Valonia

## Resultados en Grandes Vueltas
Durante su carrera deportiva consiguió los siguientes puestos en las Grandes Vueltas. 
| Carrera | Carrera         | 2015 | 2016 | 2017  | 2018 | 2019 | 2020 | 2021 | 2022 | 2023 | 2024 |
| ------- | --------------- | ---- | ---- | ----- | ---- | ---- | ---- | ---- | ---- | ---- | ---- |
|         | Giro de Italia  | —    | —    | —     | —    | —    | —    | —    | —    | —    | —    |
|         | Tour de Francia | —    | —    | 140.º | 89.º | —    | —    | —    | —    | —    | —    |
|         | Vuelta a España | —    | —    | —     | —    | —    | —    | —    | —    | —    | —    |

| —: No participó | Ab: Abandono |